# Burg Štrálek
Burg Štrálek (auch Strolek, deutsch Stralek, ursprünglich Burg Strahleneck) ist eine Burgruine auf dem Gebiet der Gemeinde Jiříkov in Mährisch-Schlesien, Tschechien.
Štrálek befand sich auf einem langen, engen Felsvorsprung des Zímecký kopec über dem Tal des Strálecký potok, eines Zuflusses zur Oslava, drei Kilometer südlich von Rýmařov. Heute wird dieser Platz auch als „verlassenes Schloss“ (Pustý zámek) bezeichnet. Die Burg war mit einem mächtigen Erdwall, tiefen Gräben und dicken Mauern befestigt.
Erstmals erwähnt wurde die Burg 1282 als Eigentum des Benesch, eines Adeligen aus dem Geschlecht der Beneschauer. Er und seine Nachkommen benutzten den Namen de Stralek. Doch die Herrschaft war wirtschaftlich nicht lukrativ. Zbyniek und Dobesch de Stralek verkauften 1349 zunächst die zugehörigen Dörfer und schließlich die Burg selbst, um sich in der Gegend von Přerov auf Všechovice, Burgstätt und Šišma anzusiedeln. Drslav de Stralek kaufte sich 1373 als Lehnsmann beim Olmützer Bischof ein. 
Die Burg ging 1352 an Markgraf Johann, der es seiner Herrschaft Rabenstein zuschlug. Doch seine Hoffnung auf reiche Silbervorkommen bei Štrálek erfüllte sich nicht. Die Burg wurde verlassen und ging schließlich durch Brand unter. 1765 wurden die Steine der Burg als Baumaterial für Bürgerhauser in Rýmařov abgetragen.